# Ruscus × microglossus
Ruscus × microglossus Bertol., 1857 è una pianta appartenente alla famiglia Asparagaceae. È una entità ibridogena, frutto dell'incrocio di R. hypoglossum e R. hypophyllum

## Descrizione
È una pianta perenne sempreverde, di altezza compresa tra i 40 ed i 50 cm. Le foglie hanno forma labiata e presentano, in posizione mediana centrale, una piccola sporgenza, una sorta di linguetta, da cui il nome della specie microglossus. Le foglie sono coriacee e fibrose di colore verde scuro.

## Distribuzione e habitat
La pianta è endemica dell'Italia, ed è stata introdotta in Francia e sul versante adriatico della penisola balcanica.
Resiste bene al caldo ma è in grado di sopportare altrettanto bene anche il gelo.